# Валя-Нягре (Вранча)
Валя-Нягре (рум. Valea Neagră) — село у повіті Вранча в Румунії. Входить до складу комуни Ністорешть.
Село розташоване на відстані 158 км на північ від Бухареста, 44 км на захід від Фокшан, 116 км на захід від Галаца, 81 км на схід від Брашова.

## Населення
За даними перепису населення 2002 року у селі проживали 32 особи, усі — румуни. Усі жителі села рідною мовою назвали румунську.